# Făcăeni
Făcăeni is een Roemeense gemeente in het district Ialomița.
Făcăeni telt 5739 inwoners.